# André Derain
André Derain (Chatou, 10 giugno 1880 – Garches, 8 settembre 1954) è stato un pittore e illustratore francese.

## Biografia
André Derain nasce a Chatou nel 1880, da un'agiata famiglia borghese, figlio di Louis-Charlemagne Derain, consigliere municipale, e Clémentine Angélique Baffé, che perse gran parte dei suoi figli. Oltre ad André, sopravvisse un altro figlio, René, morto a soli 20 anni, nel 1890. 
Benché avviato dal padre agli studi di ingegneria, si iscrisse, nel 1898, all'Accademia Julian. Nel 1899 conobbe Maurice de Vlaminck e, l'anno seguente, Henri Matisse: i due pittori lo convinsero a dedicarsi definitivamente alla pittura. Dapprincipio, influenzato da Vlaminck, dipinge lungo le rive della Senna paesaggi dai colori puri, non mescolati. Nel 1905 espose al Salon d'Automne e al Salon des Indépendants, collocandosi tra i Fauves.

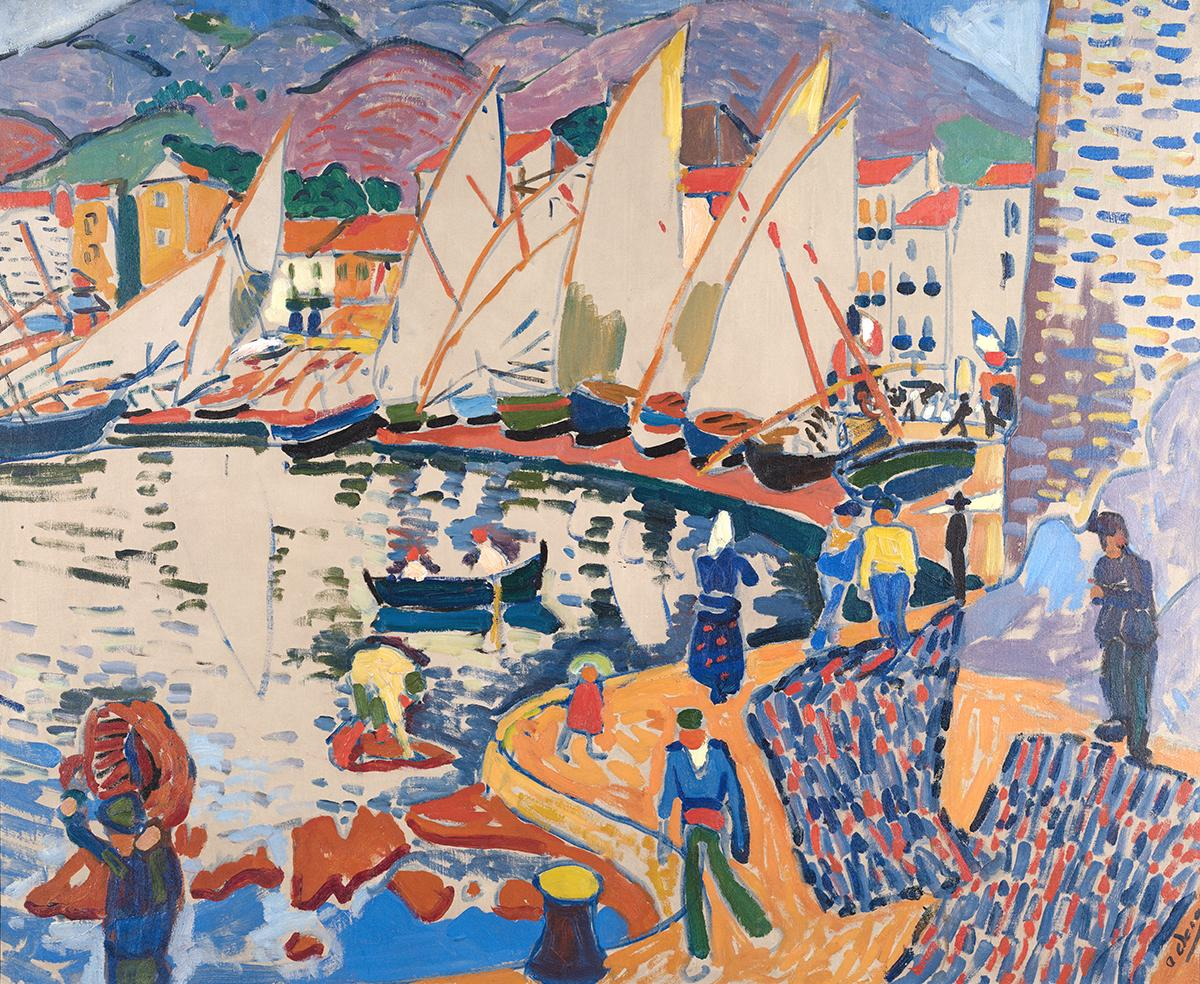
Le Séchage des voiles, 1905.

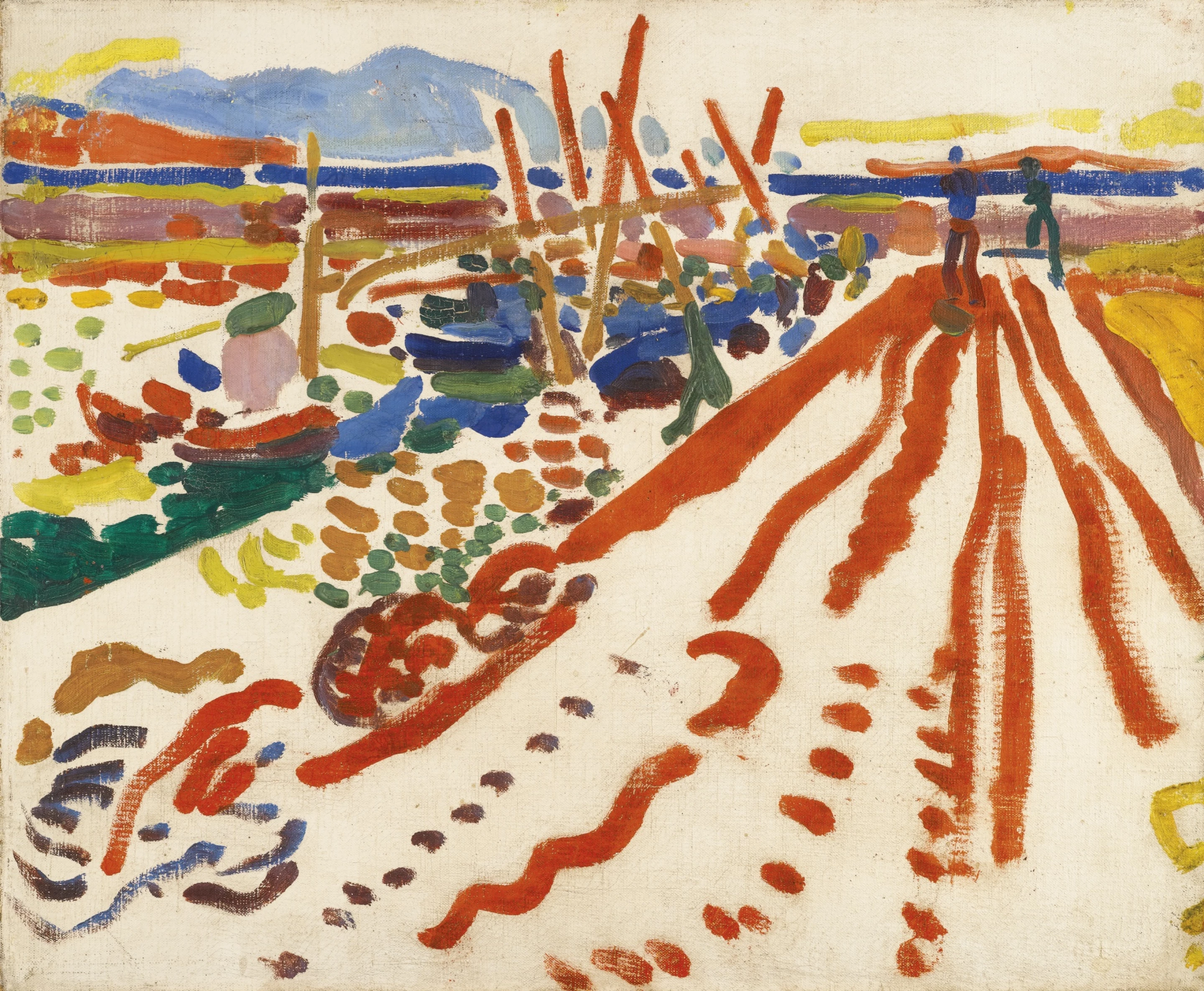
La jetée à L'Estaque, 1906.

Ma già nelle prime opere, come L'Estaque, dai colori audaci, dai toni ardenti e raffinati, il pittore non aderiva perfettamente alla corrente fauve: uomo di cultura vasta e profonda, ammiratore delle opere dei grandi maestri antichi (di cui aveva eseguito varie copie), non poteva rinunciare a contenere l'esuberanza dei colori in un'armonia classica di composizione. Per un periodo fu influenzato da Paul Gauguin; i suoi colori divennero così meno vivi. Nel 1909 illustrò un libro di poesie di Guillaume Apollinaire; nel 1912 una raccolta di poemi di Max Jacob. Fornisce, nel 1916, le illustrazioni per il primo libro di André Breton; illustrò le favole di Jean de La Fontaine e il Satyricon di Petronio Arbitro.
Quando, nel 1910, andò a dipingere con Pablo Picasso, non aderì alle audaci tecniche del Cubismo. Dal 1911, Derain ritorna a usare la prospettiva e il chiaroscuro, rendendo così la sua pittura più tradizionale. Un "ritorno all'ordine" ed un ritorno alle "forme classiche" simile a quello intrapreso in questo periodo da molti altri artisti europei, tra cui Gino Severini, Pablo Picasso dopo il suo viaggio in Italia, Giorgio De Chirico con la sua neonata metafisica, i movimenti Valori plastici e Novecento in Italia e Nuova oggettività in Germania. Dopo il 1911, influenzato dai primitivi francesi e dalla scultura africana, iniziò il periodo detto “gotico”, durante il quale dipinse quadri rappresentanti figure solenni e severe nature morte, quali La cena e Il sabato.
Successivamente al 1913 Derain si dedicò con passione ai quadri di figura, prima con gli autoritratti, poi con alcune scene di genere, infine con numerosi ritratti. Negli anni del Dopoguerra, si schierò contro il proliferare di movimenti «antiartistici» come il Dadaismo e il Surrealismo. Nel 1921 compì un viaggio a Roma e a Castel Gandolfo, sempre più interessandosi e studiando gli antichi pittori. In questo periodo, Derain si dedica soprattutto alle vedute di paesaggi e città. Nel 1928 una sua tela, La caccia, ottenne il premio Carnegie. Nel 1941 si reca in Germania; rifiutò inoltre la direzione della scuola nazionale superiore delle belle arti di Parigi, avviandosi volontariamente a una progressiva solitudine. Ricordato anche per le sue attività di incisore, scenografo, costumista teatrale, scultore e ceramista, continuò a dipingere e a esporre con crescente successo internazionale fino alla morte, avvenuta a Garches nel 1954 in un incidente d'auto.

## L'arte di Derain

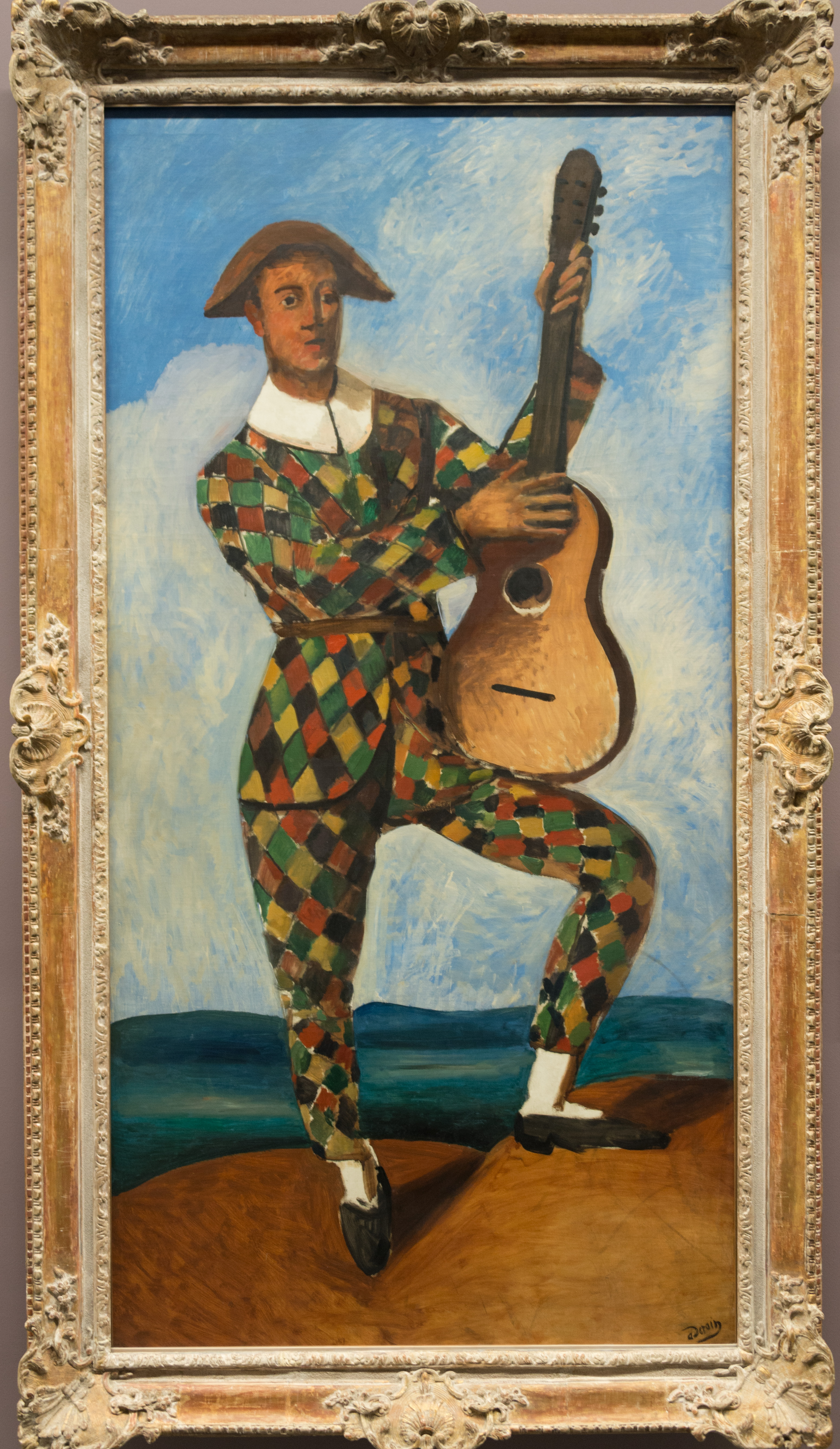
Arlequin à la guitare, 1924, Museo dell'Orangerie, Parigi.

Lo stile di Derain è fortemente influenzato, agli inizi del Novecento, dal Neoimpressionismo, in particolare dalle opere di Paul Cézanne e Vincent van Gogh. Rispetto agli altri pittori fauve, Matisse e Vlaminck, Derain è più misurato, più luminoso, più sereno. Semplifica la figura in modo meno antinaturalistico. La sua vasta produzione è spesso caratterizzata da un naturalismo che combina elementi tipici di Caravaggio. Essendo più ragionato, tuttavia, non si distacca dall'estetica fauve: i colori caldi e freddi sono accostati in modo molto contrastante, stesi con pennellate larghe, pastose e libere. Egli vuole usare la maggior quantità possibile di impasto cromatico steso a grosse pennellate ben visibili, per rendere meglio la forza degli accostamenti.

## Opere

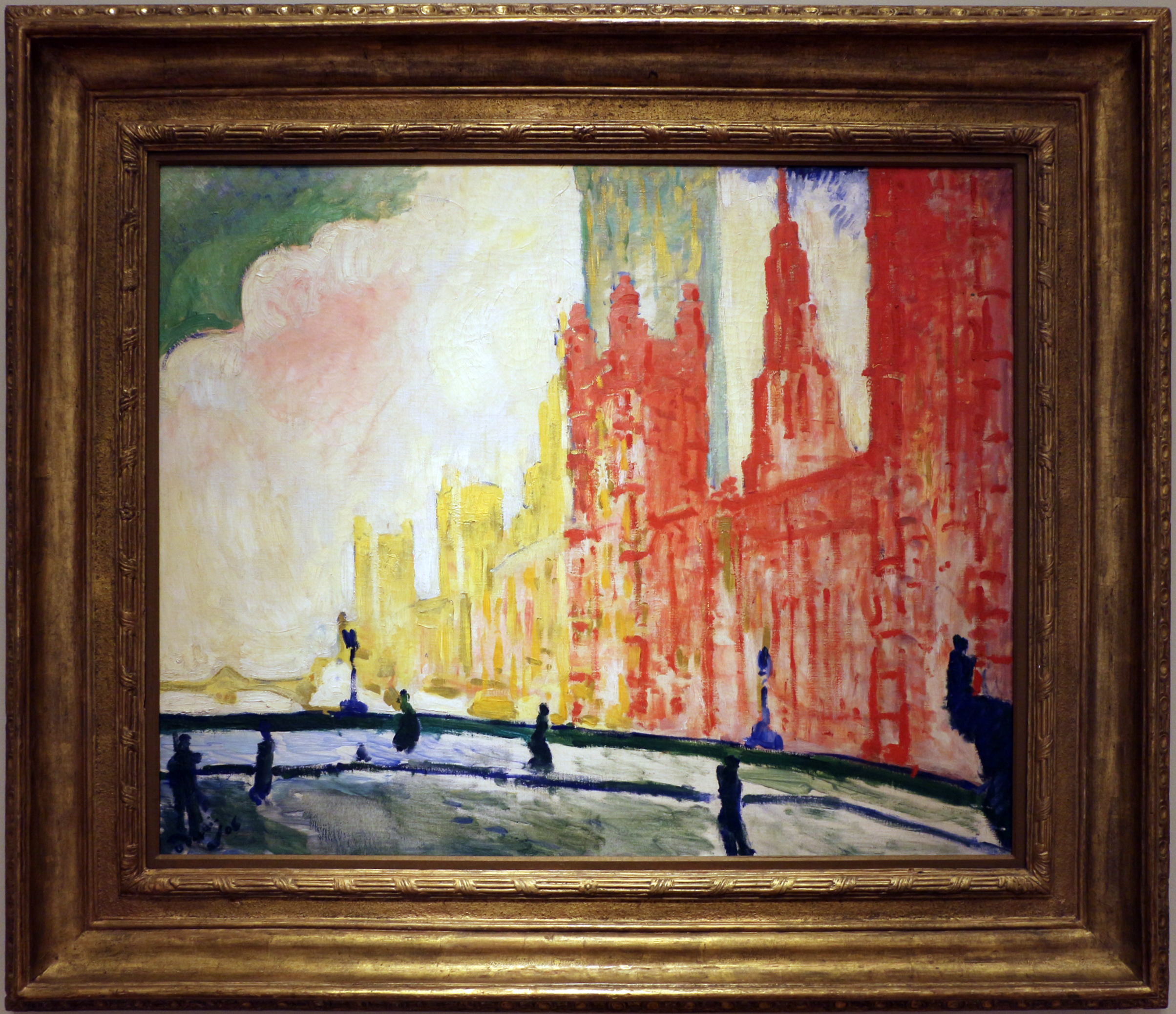
Il Parlamento visto dal ponte di Westminster, 1906, Cleveland Museum of Art.

- Il funerale (1899) - Pierre and Maria-Gaetana Matisse Foundation Collection, New York
- La salita al Calvario (1901) - Kunstmuseum, Berna, lascito Georges F. Keller (1981)
- Le rive della Senna a Pecq (1904) - Musée national d'Art moderne - Centre Georges Pompidou, Parigi, dono di Charles Wakefield-Mori (1938)
- I dintorni di Collioure (1905) - Musée national d'Art moderne – Centre Georges Pompidou, Parigi, acquisito nel 1966
- Lucien Gilbert (c. 1905) - New York, The Metropolitan Museum of Art. Dono di Joyce Blaffer von Bothmer, in memoria dei signori Robert Lee Blaffer, 1975.
- Ritratto di Henri Matisse (1905) - Nizza Musée Matisse link museo http://www.musee-matisse-nice.org/
- Maurice Vlaminck (1905) - Collezione Jacques and Natasha Gelman
- Le due chiatte (1906) - Musée national d'Art moderne – Centre Georges Pompidou, Parigi, acquisito nel 1972
- L'Estaque (1906) - Museum of Modern Art, New York
- Il ponte di Waterloo (1906) - Museo Thyssen-Bornemisza, Madrid
- La cattedrale di Saint Paul vista dal Tamigi (1906) - Institute of Modern Art, Minneapolis
- Donna in camicia (1906) - Statens Museum for Kunst, Copenaghen
- Big Ben (1906) - Musée d'art moderne de la Ville de Paris, Parigi
- Natura morta (1913) - National Gallery of Art, Washington
- Il ponte di Charing Cross a Londra
- Il ponte di Westminster - Parigi, Musée D'Orsay
- Il ponte di Blackfriars - New York, MOMA
- Natura morta con tavolozza (1914) - Statens Museum for Kunst, Copenaghen
- Sulle nostre strade